# Рено, Альбер (хоккеист)
Альбер Ромео «Аб» Рено (фр. Albert Roméo "Ab" Renaud, 2 октября 1920, Оттава, Канада — 20 декабря 2012, там же) — канадский хоккеист и тренер, чемпион Олимпийских игр в Санкт-Морице (1948).

## Карьера
Начал свою карьеру в юниорской хоккейной лиги Оттавы, в которой выступал за клубы Ottawa LaSalle и Westboro Spearmans (1937—1940). Во взрослом чемпионате он дебютировал в сезоне 1940/41 в составе Ottawa Montagnards, затем перешёл в Ottawa Car Bombers, выступаший в Высшей хоккейной лиге Оттавы (UOVHL). В сезоне 1941/42 играл за Hull Volants. В сезонах 1942/44 выступал за несколько клубов Высшей хоккейной лиги Онтарио (ONDHL). Продолжил любительскую карьеру в составе Ottawa Quarter-Masters (1945/46) и Ottawa Senators, в сезоне 1946/47 защищал цвета Ottawa New Edinburghs. На зимние Олимпийские игры в Санкт-Морице (1948) он поехал как игрок Flyers RCAF, В составе национальной сборной Канады он завоевал олимпийское золото, забросив в восьми проведенных матчах 4 шайбы и сделав 10 результативных передач.
В сезоне 1950/51 выступал за клуб Ottawa Army, а в 1952—1955 гг. — играющий тренер Brockville Magedomas из хоккейной лиги Нью-Йорк-Онтарио. В 2008 г. он был введен в канадский Зал олимпийской Славы.